# 宽梭孢层腹菌
宽梭孢层腹菌（学名：Hymenogaster latifusisporus）是属于伞菌目层腹菌科层腹菌属的一种担子菌。该种分布于中国。